# Bernt Erikson
Bernt Erikson (skrev konsekvent sitt namn bernt erikson med gemena (små) bokstäver), född 5 februari 1921 i Spånga, död 24 december 2009 i Vantörs församling i Stockholm, var en svensk författare. Universalist, kedjad vid helheten (se världshjärtat). Partikelforskare, förlorad i den universella myriadiskheten (porträtt av diktaren som oändligt universum). Han var själv blott en av sina mångfaldiga partiklar, med lika små bokstäver (av exakt samma skäl). Lika barnaung som uråldrig kosmiker, reducerande tiden till en av tider, nödtorftigt inkarnerande mänskoåldrarna under samma hatthuvud. Fragmenterade världen, desorganiserade motiven, decentraliserade jaget redan 1944 i Gräset vajar på menedargraven. Kronisk resenär i medvetandet: först den ändliga Hamletresan, sedan världsresan, oändlig. Skapar inga – lyriska – historier men söker återskapa historien. Språkförvandlare, ordförbrukare, verbaltonsättare: i lyrikprosans form förvaltade han det krökta, komplexa, musikgenomströmmade språket. Erikson avled på julafton 2009, 88 år gammal. Hans dödsannons publicerades i Dagens Nyheter den 28 januari 2010. Erikson är begravd på Skogskyrkogården i Stockholm.

## Författarens egen kommentar
"Själv anses jag vara lyriker men skriver inga dikter, inte heller prosadikter; möjligen skriver jag lyrikprosa, vilket är något annat. Min diktning kan ju också ses som ett slags partikelforskning, alltså en kosmisk medvetanderesa som splittrar upp det specifika motivet i substanser och låter den sprängda gestalten expandera i nya metamorfoser. Dessa substanser, dessa grundämnen i renodling utesluter givetvis gärna en vanlig konstnärlig struktur; lösgjorda partiklar virvlar som kroniska upplösningstillstånd inför det helhetslängtande ögat. Jag gestaltar substanserna, inte motiven; elementen och inte intrigerna; jag har kastat strukturkittet och blivit oläsbar." [källa] 

## Priser och utmärkelser
- 1950 – Boklotteriets stipendiat
- 1959 – Boklotteriets stipendiat
- 1967 – Litteraturfrämjandets stipendiat
- 1986 – Carl Emil Englund-priset för Röda trådens död
- 1990 – Gun och Olof Engqvists stipendium
- 2000 – De Nios Vinterpris